# Беллінсгаузен Фадей Фадейович
Фабіан Ґотліб Тадеус Беллінсгаузен (Беллінґсгаузен) (нім. Fabian Gottlieb Thaddeus (Benjamin) von Bellingshausen); 9 (20) вересня 1778 — 13 (25) січня 1852) — російський мореплавець і дослідник німецького походження, адмірал. Дійсний член Російського географічного товариства з 19 вересня (1 жовтня) 1845 року. Відомий передусім як один з першовідкривачів Антарктиди. За походженням — балтійський німець з остзейського дворянського роду Беллінґсгаузенів.
Беллінсгаузен розпочав службу на російському Балтійському флоті, а відтак вирішив приєднатися до Першої російської навколосвітньої подорожі у 1803—1806 рр., служачи на торговому кораблі «Надежда» (укр. Надія) під командуванням капітана Адама Йоганна фон Крузенштерна. Після подорожі він опублікував колекцію карт нововиявлених районів та островів Тихого океану. Згодом він командував кількома кораблями Балтійського та Чорноморського флотів. Як видатний картограф, Беллінсгаузен був призначений командувати Першою російською антарктичною експедицією у 1819—1821 рр., що ставила за мету вивчення Південного океану та пошуку суші в безпосередній близькості від Південного полюса.
Після свого повернення Беллінсгаузен брав участь у російсько-турецькій війні 1828—1829 років. Отримавши посаду віцеадмірала, він знову служив на Балтійському флоті у 1830-их, а з 1839 був військовим губернатором Кронштадта, де і помер. У 1831 році мореплавець опублікував книгу про свої подорожі до Антарктики, що отримала назву «Подвійне дослідження Південного Полярного океану та Подорож навколо світу» (рос. Двукратные изискания в южнополярном океане и плавание вокруг света). У Росії Беллінсгаузена пам'ятають як одного із своїх найбільших адміралів та дослідників. Численні географічні об'єкти в Антарктиці названі на честь Беллінсгаузена відзначають його роль у розвідці південного полярного регіону.

## Життєпис
Народився на острові Езель, що тоді належав до Ліфляндської губернії. Він був четвертою дитиною у сім'ї солдата піхоти Фабіана Ернста фон Беллінсгаузена та його дружини Анни Катаріни (уроджена фон Фолкерн). Після смерті батька в 1784 році родина зазнала фінансового тиску і переїхала до Аренсбурга / Курессааре. Хоча його братів відправляли на навчання до традиційних військових училищ, фон Беллінсгаузен був відправлений до військово-морської академії, що в той час не мала великих традицій у Росії. Навчався за державні кошти у Військово-морському кадетському корпусі в Кронштадті (Санкт-Петербург, 1789—1797). Він був дуже посереднім студентом, закінчуючи навчання з невпевненою п'ятіркою.
У 1795 році фон Беллінсгаузен отримав підвищення до гардемарина, а у 1797 році закінчив Кадетський корпус, здобувши звання мічмана. З 1797 по 1803 рік служив у російському ескадроні Балтійського моря. У 1803—1806 роках він брав участь у першій російській навколосвітній подорожі під командуванням Адама Йоганна фон Крузенштерна, пливучи на фрегаті «Надія». Він був чудовим картографом і намалював усі карти, опубліковані згодом в експедиції.
Після експедиції фон Беллінсгаузен отримав посаду капітан-лейтенанта, а з 1807—1810 рр. продовжив службу у Балтійському морі. У період 1810—1819 років він плавав на декількох кораблях у Чорному морі — на корветі «Мельпомена» (1809), фрегаті «Минерва» (1812—1816), фрегаті «Флора» (1817—1819).
На основі власних спостережень він значно покращив морські карти східного узбережжя Чорного моря. Одним з цих кораблів, зокрема був фрегат «Минерва», яким Беллінсгаузен командував з 1816 року. Значна невідповідність цього опису з картами східночорноморських берегів у 1819 році спонукали Головного командира Чорноморського флоту і портів О. С. Грейга наказати капітану Беллінсгаузену визначити широти та довготи головних місць при Чорному морі. Проте операція ця не здійснилася через призначення Беллінсгаузена начальником експедиції до південного полюсу.
24 квітня 1819 р. за рекомендацією Макара Івановича Ратманова та фон Крузенштерна фон Беллінґсгаузен був призначений керівником експедиції до південнополярних морів та капітаном корабля «Восток». До складу експедиції увійшло ще одне судно — шлюп «Мирний», яким командував Михайло Петрович Лазарєв. Головними цілями експедиції було вивчення південної частини Тихого океану та відкриття нових земель у широтах, південніших за ті, яких досягнув Джеймс Кук.

## Експедиція до південних морів та Антарктиди
Експедиція у складі кораблів «Восток» та «Мирний» вийшла в море 4 (16) липня 1819 року з Кронштадта. Заступником капітана Беллінсгаузена на шлюпі «Восток» був полтавський дворянин Іван Завадовський. Експедиція прибула 2 листопада в Ріо-де-Жанейро. Звідти експедиція Беллінсгаузена-Лазарєва спершу попрямувала прямо на південь і, обігнувши південно-західний берег острова Південна Джорджія, відкритого Джеймсом Куком, близько 56° пд. ш., відкрила три острови Маркіза де Траверсе, оглянула Південні Сандвічеві острови, пішла на схід по 59° пд. ш. і два рази відправлялася далі на південь, наскільки дозволяли льоди, зокрема в районі сучасного шельфового льодовика Беллінгсгаузена.

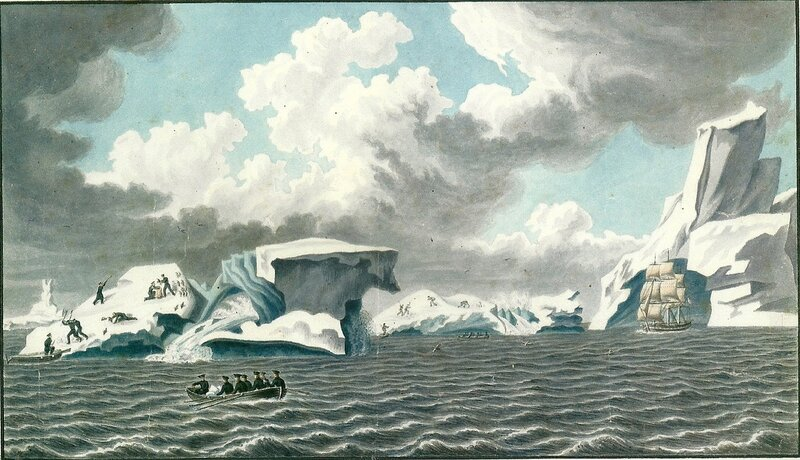
Вид крижаних островів 4 березня 1820 року. Акварель з альбому П. Михайлова

Потім у лютому і березні 1820 року кораблі розділилися і пішли до Австралії (порт Джексон, нині Сідней) водами Індійського та Південного океанів (55° шир. і 9° довг.), ще ніким до того не відвіданими. З Австралії експедиція вирушила до Тихого океану, відкривши декілька островів і атолів (Восток, Симонова, Михайлова, Суворова, Росіян (нині Туамоту) та інші), відвідала інші (Острів Великого Князя Александра, нині Ракаханга) і повернулася у Порт-Джексон (Сідней).
У листопаді 1820 експедиція знову вирушила у Південний океан, відвідавши острів Маккуорі під 54° пд. ш. на південь від Нової Зеландії. Від нього кораблі вирушили прямо на південь, потім на схід і 3 рази перетинали Полярне коло. 10 січня 1821 під 70° пд. ш. і 75° зх. д. Беллінсгаузен зіткнувся із суцільним льодом і був вимушений піти на північ. У 1821 відкрив між 68° і 69° пд. ш. острів Петра I і берег Олександра I, потім підійшов до Південних Шетландских островів, обігнув їх і відкрив ще деякі географічні об'єкти. Від Південних Шетландських островів експедиція взяла курс на Ріо-де-Жанейро, а звідти — через Атлантичний океан до Європи. 24 липня (5 серпня) 1821 року після 751-денного походу експедиція повернулася у Кронштадт.
Похід експедиції Беллінсгаузена справедливо вважається одним з найбільш важливих і важких, які були коли-небудь зроблені. Знаменитий Кук у 1770-х роках перший досяг південнополярних морів і, зустрівши в декількох місцях суцільний лід, оголосив, що через нього далі практично неможливо проникнути на південь. Йому повірили, і 45 років не було жодних південнополярних експедицій. Беллінсгаузен довів хибність цієї думки і зробив надзвичайно багато для дослідження південнополярних країв, долаючи постійні труднощі та небезпеки антарктичних вод на двох невеликих вітрильних судах, не пристосованих для плавання в льодах. У ході експедиції були зібрані унікальні природно-наукова та етнографічна колекції, які зберігаються в Казанському університеті (нині Татарстан, Російська Федерація). Зроблені чудові замальовки видів тварин, які мешкають в Антарктиці.
Експедиція Беллінсгаузена за два походи обійшла фактично весь континент. Перша російська експедиція до південних полярних морів тривала 751 день. Із складу екіпажів обох шлюпів (190 осіб), за деякими даними, троє померли.

## Відкриття Антарктиди
Упродовж експедиції було відкрито 29 островів, поблизу Антарктиди та в тропіках. Кілька разів експедиція наближалася до континенту на відстань 9—15 миль, проте підійти ближче їй заважали льоди.
Згідно з радянською історіографією, першими побачили континент учасники експедиції російського імператорського флоту, 28 січня 1820 року. Однак пізніші дослідження та дані експедиції британців Едварда Брансфілда та Вільяма Сміта, які 30 січня 1820 р. дісталися півострова Триніті, що є частиною континенту, ставлять під сумнів це твердження.
28 січня (16 січня за «старим стилем») 1820 року шлюп «Восток» досягнув 69°25' південної широти та 2°10' західної довготи. Як зафіксував у цей день капітан Беллінсгаузен у своєму звіті про експедицію: «…встрѣтили льды; которые представились намъ сквозь шедшій тогда снѣгъ, въ видѣ бѣлыхъ облаковъ». Відповідно до вказаних у звіті координат, шлюпи «Восток» та «Мирний» у той день перебували на відстані 20 миль від материка. У рапорті від 21 квітня 1820 року до морського міністра російської імперії Беллінсгаузен написав: «… признаковъ большой южной земли нигдѣ имъ не встрѣчено, хотя плаваніе его происходило по большей части за полярнымъ кругомъ, если же таковая земля и существуетъ, то должна быть во льдахъ, покрыта ими и опознать оной нѣтъ возможности».
У звіті з експедиції Беллінсгаузена, виданого 1831 року, відсутні згадки, що учасники експедиції відкрили материкові землі, але вже у другому виданні звіту 1949 року Антарктида згадується у передмові до звіту декілька десятків разів. На думку дослідника Василя Придатко-Доліна, у 1940-х роках, вступивши у суперництво з Заходом за право освоєння Антарктиди, влада СРСР свідомо зманіпулювала датами.

## Післяантарктична кар'єра та смерть
Після повернення з плавання Беллінсгаузен був проведений в чин капітана 1-го рангу, через два місяці в чин капітан-командора і нагороджений «за сумлінну вислугу, в офіцерських чинах, 18-ти шестимісячних морських кампаній» орденом Святого Георгія IV ступеня. У 1822—1825 роках командував 15-м флотським екіпажем, а потім був призначений генерал-цейхмейстром морської артилерії і черговим генералом Морського міністерства. У 1825 році нагороджений орденом Святого Володимира II ступеня. Після сходження на престол імператора Миколи I Беллінсгаузен був призначений членом комітету для створення флоту і в 1826 році отримав чин контр-адмірала.
У 1826—1827 роках командував загоном кораблів у Середземному морі. Командуючи Гвардійським екіпажем, Беллінсгаузен брав участь у Російсько-турецькій війні 1828—1829 років і на відзнаку при взятті Мессеврії та Інади був нагороджений орденом Святої Анни I ступеня.
6 грудня 1830 року підвищений у чин віце-адмірала і призначений начальником 2-ї дивізії Балтійського флоту.
У 1831 вийшла у світ праця Беллінсгаузена «Двократні дослідження в Південному Льодовитому океані і плавання навколо світу протягом 1819, 1820 і 1821, здійснені на шлюпах „Восток“ і „Мирний“» (перевидана 1869 року). Крім цього, у цьому ж році за результатами експедиції сам адмірал підготував «Атлас до подорожі капітана Беллінсгаузена».
У 1834 році нагороджений орденом Білого орла, а в 1839 році заслужений моряк був призначений головним командиром Кронштадтського порту і військовим генерал-губернатором Кронштадта. Щорічно на час морської кампанії Беллінсгаузен призначався командувачем Балтійським флотом. За свої заслуги в 1840 році нагороджений орденом Св. Олександра Невського. У 1843 році отримав звання адмірала і у 1846 році нагороджений орденом Св. Володимира I ступеня.
У 1847 році був удостоєний звання генерала при особі Його величності.
Помер у Кронштадті в віці 73 років, і його смерть стала причиною непідробної скорботи кронштадтців та службовців флоту. Некролог, присвячений мореплавцю, був надрукований в «Морському збірнику». На його робочому столі знайшли записку — останню в житті. У ній було написано: «Кронштадт треба обсадити такими деревами, які б цвіли перш, ніж флот пройде в море, щоб на долю матроса дісталася часточка літнього запаху дерева».
Похований на Кронштадтському лютеранському кладовищі, де зараз встановлено його кенотаф, сама могила не збереглася.

## Сім'я і діти
При підготовці експедиції до Антарктиди Фадей Фадейович познайомився з майбутньою дружиною — Ганною Дмитрівною Байковою, але повінчалися вони тільки після повернення Беллінсгаузена, у 1826 році. Особисте життя чоловік пов'язав із зовсім юною дівчиною — Анна була молодшою мореплавця на 30 років. Вона народилася у 1808 році в маєтку Бурехіно Великолукського повіту Псковської губернії в родині дрібного поміщика, відставного секунд-майора.

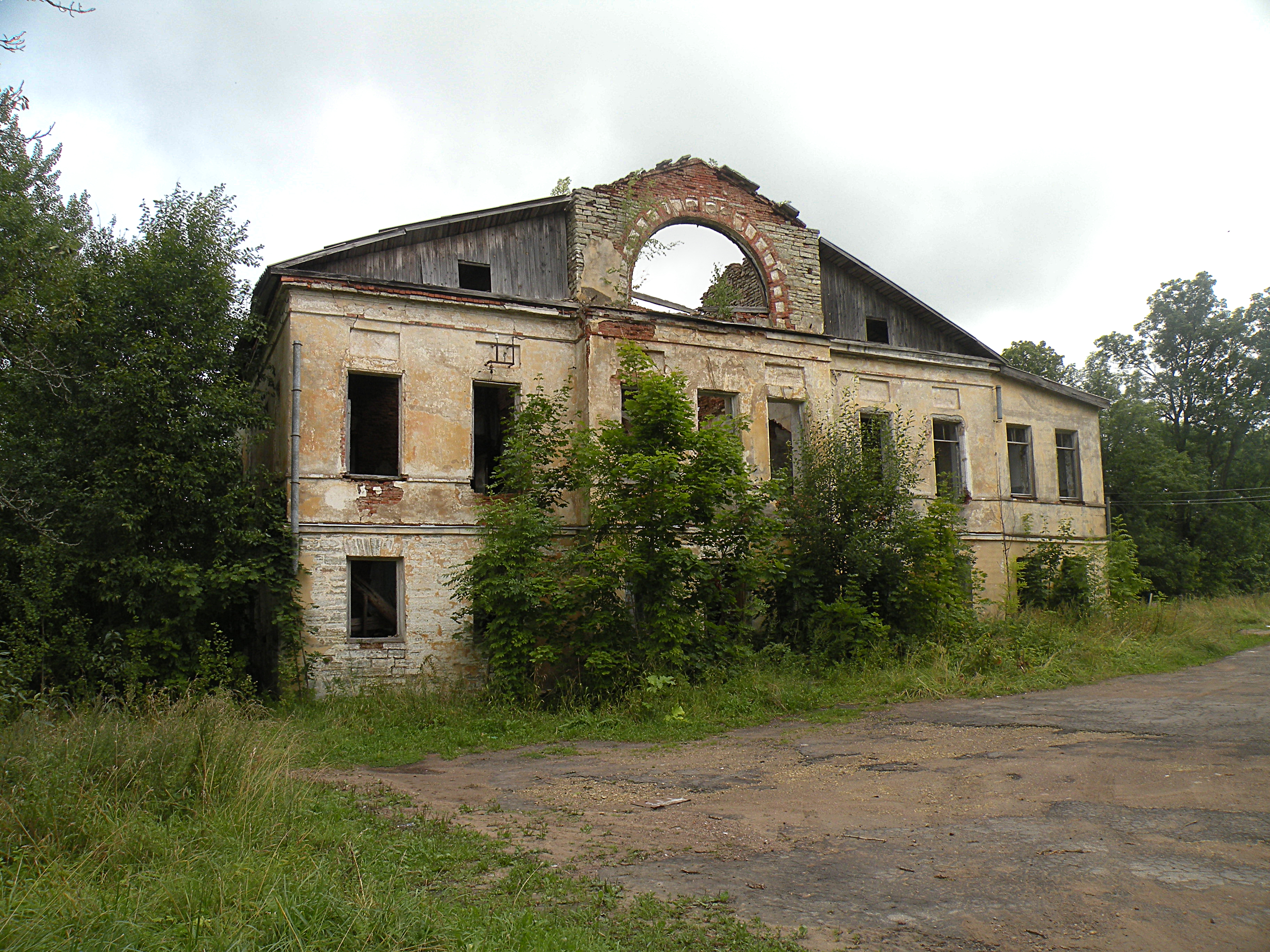
Садиба Беллінсгаузені нині

У шлюбі народилися 7 дітей, з яких вижили тільки 4 дочки — Еліза, Катаріна, Олена і Марія, а ще одна дівчинка і двоє синів померли в дитинстві. Анна, незважаючи на те, що чоловік був лютеранського віросповідання, залишилася православною. Жінка багато часу присвячувала добродійності і громадській діяльності: допомагала церковно-парафіяльній школі, була упорядницею благодійних вечорів. Це було високо оцінено владою — Анну нагородили «Меншим хрестом ордена Святої Катерини», на зворотному боці якого вигравіювали напис на латині, яка говорить «Здобутками прирівнюється з чоловіком».
Садиба Беллінсгаузена була розташована у Лопухінці (нині Ломоносовський район Ленінградської області). Після Жовтневого перевороту вона була перетворена на школу, яка після скорочення занепала. Відтак, садиба опинилася в жахливому стані, не має даху і має вибиті вікна.

## Спадщина та вшанування пам'яті

Погруддя перед Музеєм історії суднобудування та флоту. Миколаїв

Відомості про особисте життя та ранню біографію Беллінсгаузена досить мізерні та суперечливі — з одного боку, його цінували як дуже сумлінного та освіченого моряка; з іншого, його освіта вважалася обмеженою і він вважався зарозумілим і зухвалим. Проте жоден із сучасників не сумнівався б у його здібностях у картографії чи його морській майстерності, остання з яких включала спеціальне дослідження, як орієнтуватися на ціль у морі.
Серед географічних об'єктів на честь Фадея Беллінсгаузена названо море в Тихому океані, морська уголовина, мис на Сахаліні, острів у архіпелазі Туамоту, острови у Тихому океані і Аральському морі та Шельфовий льодовик Беллінсгаузена у Східній Атарктиді. Серед астрономічних — кратер на Місяці та астероїд головного поясу 3659 Беллінгсгаузен.
Також на честь вченого названо російську антарктичну станцію, засновану 1963 року Радянською Антарктичною експедицією. Окрім того, океанографічне дослідницьке судно Чорноморського флоту проекту 850 (1965—1995) назване на честь дослідника.
У 1994 році Банк Росії випустив серію пам'ятних монет «Перша російська антарктична експедиція». Ім'я Беллінсгаузена викарбувано на монеті номіналом 2 євро, випущеній банком Естонії в 2019 р. до 200-річчя відкриття Антарктиди.
Беллінсгаузена зображено на поштових марках Фолклендських островів, Британської Антарктичної території, Південної Джорджії і Південних Сандвічевих островів, СРСР та Угорщини (1987).
На честь мореплавця та дослідника встановлено барельєф на станції метро Адміралтейська Петербурзького метрополітену, а також 4 пам'ятники:
- Пам'ятник-погруддя перед Музеєм історії суднобудування та флоту у Миколаєві;
- Пам'ятник у Кронштадті (Санкт-Петербург). Адмірал зображений на повний зріст, без головного убору. Правою рукою спирається на Південний полюс глобуса (встановлений 1870 року);
- Пам'ятник в столиці Уругваю, місті Монтевідео (зведений у березні 2016);
- Пам'ятник Беллінсгаузену на російській антарктичній станції «Беллінсгаузен» (відкритий в січні 2020 року).

Серед урбанонінім на честь Беллінсгаузена названо площу в Санкт-Петербурзі.
Образ Беллінсгаузена відтворений у художній літературі зокрема у повісті Євгенія Федоровського «Свіжий вітер океану» (українською мовою виданий у перекладі Віри Кульової на видавництві «Веселка» 1980 року), оповіданні Георгія Кублицького «Материками й океанами» та інших творах.